# 136 km (obwód kałuski)
136 km (ros. 136 км) – przystanek kolejowy w miejscowości Żyletowo, w rejonie dzierżyńskim, w obwodzie kałuskim, w Rosji. Położony jest na linii Wiaźma – Kaługa.